# Assedio di Steenwijk (1592)
L'assedio di Steenwijk del 1592 fu un assedio svoltosi dal 30 maggio al 5 luglio 1592 presso la città di Nimega nel corso della guerra degli ottant'anni. Con la conquista di Steenwijk l'esercito della repubblica olandese si sarebbe guadagnato il controllo sulle principali vie di comunicazione con Groninga e con Coevorden, le principali città dell'area. Dopo un fallito bombardamento della città, venne compiuto un assalto con l'uso di mine detonanti sotto i principali bastioni della città sino alla resa degli spagnoli il 5 luglio 1592 con l'ingresso degli anglo-olandesi in città. Questo assedio fu uno dei primi nella storia a fare uso dei pionieri come unità militare separata.

## Antefatto
Maurizio d'Orange aveva condotto una campagna militare di successo dal 1590 che ebbe inizio con la presa di Breda ed era poi proseguita con un'offensiva lanciata verso altre importanti città tra cui spiccava certamente Nimega Dopo la conquista di Delfzijl, Groninga si trovava praticamente accerchiata dall'armata anglo-olandese.
Gli Stati Generali olandesi erano determinati ad aprire la campagna con l'assedio a Steenwijk, un'importante città fortificata sulla strada di Groninga, così da isolare ancor più quest'ultima. Quest'azione, ad ogni modo, andava contro la volontà dei rappresentanti della Zelanda che preferivano invece riprendere la piazzaforte di Geertruidenberg o addirittura condurre una campagna nelle Fiandre. Il duca di Parma si era portato in Francia per ordine di Filippo II di Spagna, lasciando Peter Ernst I von Mansfeld-Vorderort quale suo vice, mentre Francisco Verdugo venne posto al comando delle aree militari della Frisia, di Groninga, del Drenthe e dell'Overijssel.
Steenwijk era posta a nord della provincia dell'Overijssel, confinante con lo Zuyder Zee. La città era già stata assediata dal conte di Rennenberg nel 1581 ma l'intervento di John Norreys aveva sconfitto gli assedianti che erano stati costretti alla ritirata. Nel novembre del 1582, gli spagnoli guidati da Juan Baptista de Tassis avevano preso il controllo di Steenwijk.
Il 28 maggio 1592, Maurizio d'Orange prese la via della guerra con 6000 fanti, 2000 cavalieri e 50 cannoni. Tra questi si trovava un contingente inglese guidato da sir Francis Vere e composto da 1344 uomini con dodici compagnie comandate da suo fratello Horace Vere, Oliver Lambart, John Buck e quattro gruppi di cavalleria per un totale di 300 uomini al comando di sir Robert Sidney.

## L'assedio

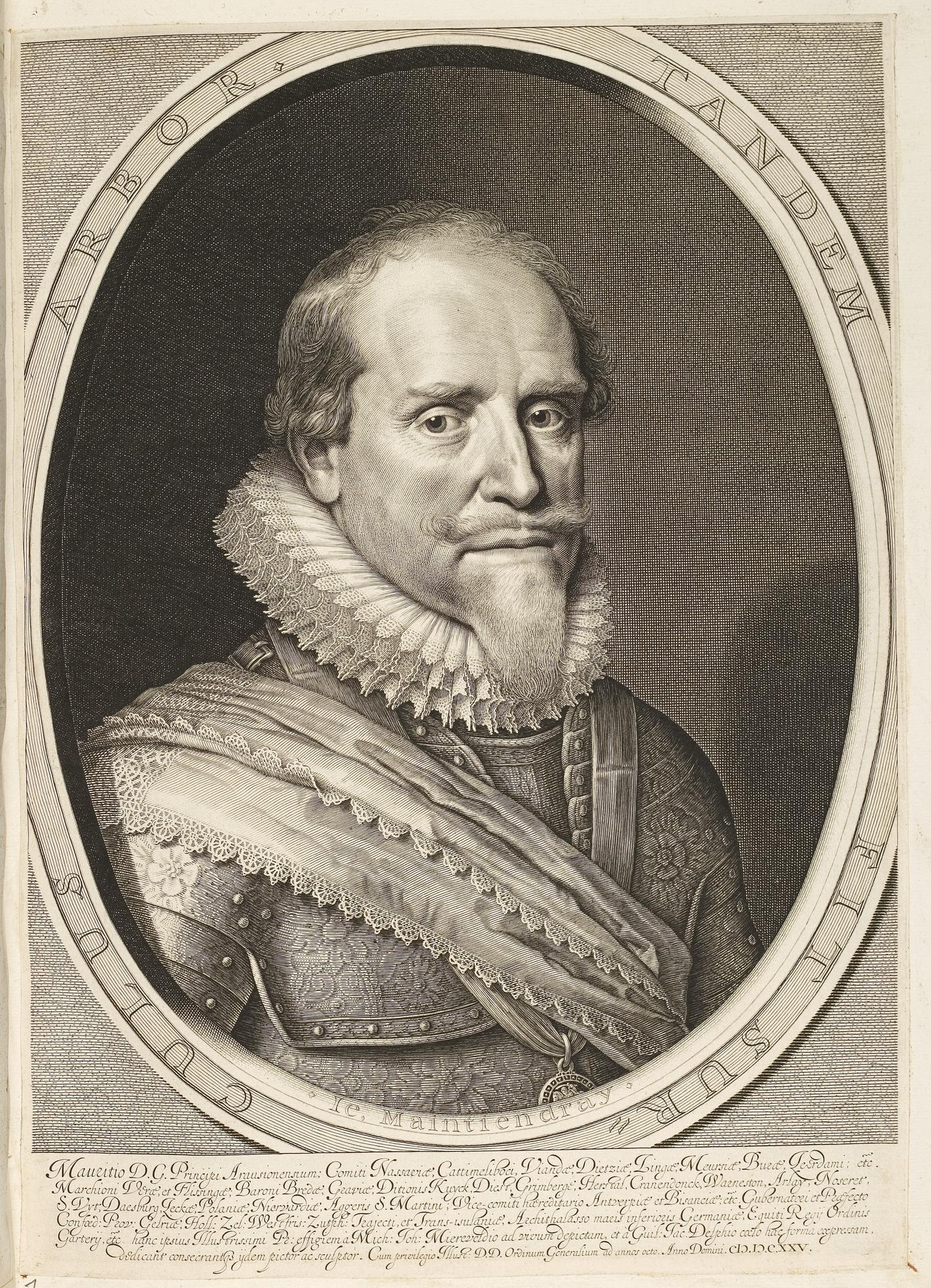
Maurizio d'Orange, ritratto di Hugo Grotius

Il 7 maggio 1592, l'esercito anglo-olandese si accampò appena fuori Steenwijk e lo aveva trincerato. Steenwijk aveva una guarnigione perlopiù composta da milizia locale con sedici compagnie di fanti e alcune di cavalleria al comando di Antonio Coquel che era governatore militare della città. Oltre a questi vi erano anche 1000 fanti valloni al comando di Van Den Burgh. La città era stata rafforzata da terrapieni e Francisco Verdugo era intenzionato a mandare alcune truppe ulteriori a rafforzare le difese della città, ma gran parte di queste erano impegnate in Francia, in Bretagna ed in Normandia, a combattere a favore degli ugonotti locali e pertanto Pietro Ernesto I di Mansfeld si rifiutò di guidare le proprie truppe al di fuori del Brabante.
L'avvicinamento a Steenwijk venne compiuto da sud dove appunto si trovava l'accampamento della fanteria. Venne innalzato un cavaliere di quasi sei metri, dal quale sarebbe stato possibile bombardare la città. Gli inglesi diressero i lavori ed il 10 giugno la controscarpa venne raggiunta su tutti i fronti. Vennero costruiti anche degli scansi per proteggersi il più possibile dalle forze spagnole.
Il 13 giugno i cannoni aprirono il fuoco contro le mura della città con 6000 colpi il solo primo giorno. Durante l'assedio Maurizio utilizzò due differenti tecniche; solitamente i contadini locali venivano reclutati per costruire le trincee, ma questa volta furono i soldati a fare il lavoro e venne così costituito un corpo apposito specializzato e denominato "pionieri" sotto la direzione degli ingegneri dell'artiglieria del principe d'Orange, Joost Mattheus e Jacob Kemp. Fu questa la prima volta nella storia militare in cui il corpo venne utilizzato.

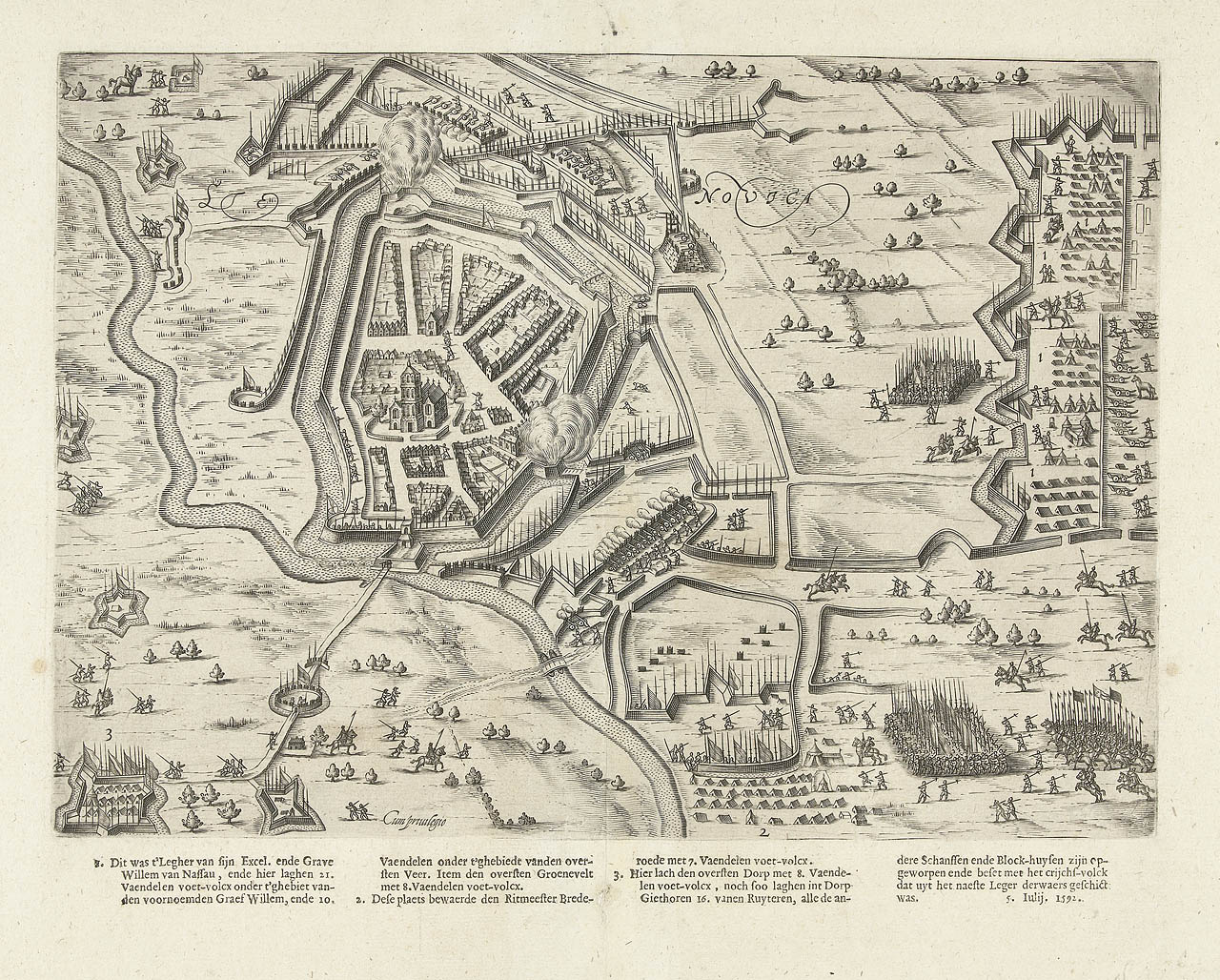
Veduta dell'assedio in una stampa di Bartholomeus Dolendo

Il 19 giugno gli assediati inviarono al campo degli olandesi una deputazione per trattare una resa onorevole, Maurizio questa volta non cedette e richiese la resa incondizionata. La conferenza che si tenne nella tenda del principe d'Orange non fruttò nulla di particolare ed il bombardamento riprese con vigore ma le mura della città erano talmente solide che non venne fatta alcuna breccia. Vennero sparate in tutto 29 000 palle di cannone sulla città, ma i danni furono veramente limitati, sia sulle mura che sulla città.
Poco dopo Francisco Verdugo tentò di rinforzare il luogo con 300 veterani spagnoli al suo comando. Lo sforzo ad ogni modo non diede il successo sperato dal momento che solo 60 furono gli uomini che riuscirono ad entrare in città; molti degli altri vennero uccisi o catturati dal nemico. A questo punto gli spagnoli provarono delle sortite che recarono dei danni effettivamente alle linee anglo-olandesi, ottenendo anche diversi prigionieri con sole sei vittime.
Il 23 giugno il rivellino della città venne catturato da un gruppo d'assalto olandese da ovest il che rendeva ora possibile scavare dei tunnel per minare le fortificazioni da sotto terra. Dieci giorni dopo erano state già piazzate tre mine sotto le difese della città, una presso il bastione ad ovest, una presso la Oeningerpoort e la terza sotto il bastione di Gast; le mine vennero riempite rispettivamente con 2,5 kg di polvere da sparo.
La notte del 3 luglio l'intero esercito anglo-olandese si calò nei tunnel ed all'alba le mine vennero fatte esplodere, dando così il via all'assalto generale. Ad est si trovavano le truppe olandesi guidate dal conte Guglielmo Luigi di Nassau-Dillenburg. I soldati raggiunsero le rovine del bastione ma scoprirono che gli spagnoli li attendevano per aprire il fuoco su di loro, uccidendone molti e facendo diversi prigionieri. Gli inglesi guidati da Vere si occuparono del basione della Oeningerpoort ed in pochi minuti furono sul parapetto, combattendo velocemente e con poche perdite. Non furono ad ogni modo in grado di avanzare molto oltre a causa del pesante fuoco nemico. Il terzo gruppo, che si era avvalso dell'esplosione del bastione di Gasthuys, non riuscì comunque a sfondare dal momento che molti soldati olandesi vennero uccisi dal crollo di parte della struttura ancora in piedi. Come conseguenza di questo fatto, nella confusione generale, gli olandesi rimasero intricati tra le rovine e gli spagnoli ebbero il tempo di preparare delle solide difese per respingere l'assalto.
Il giorno successivo, entrambi gli schieramenti si preparavano alla mossa successiva. Gli olandesi si riorganizzarono e presero il controllo di altri due bastioni, così che la posizione degli spagnoli divenne sempre più complessa da mantenere. Il 5 luglio gli spagnoli decisero di alzare bandiera bianca e Coquel chiese i termini per la fine dello scontro; accordati questi ultimi, l'assedio cessò.

## Conseguenze

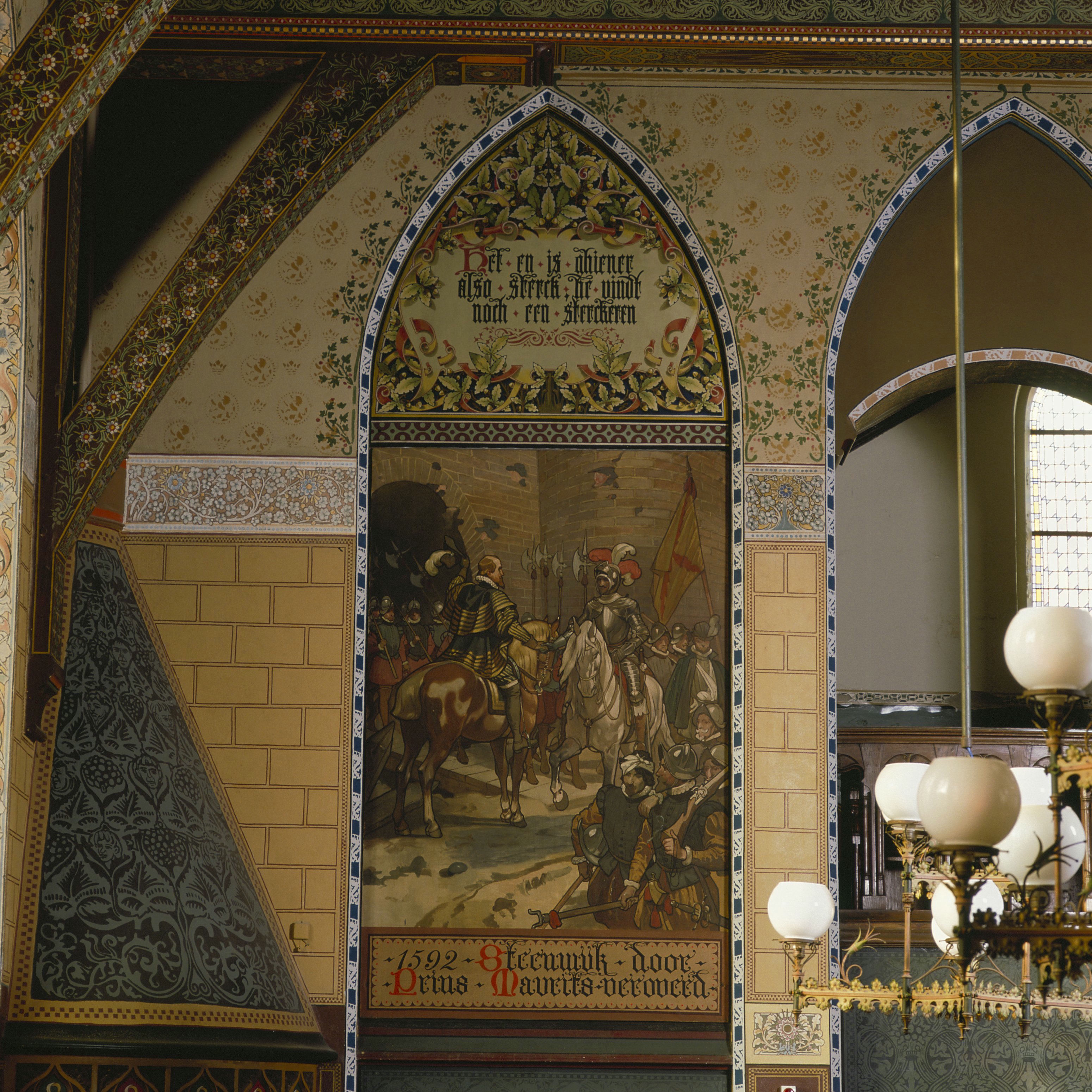
Interno della chiesa di Steenwijk con l'immagine dell'entrata di Maurizio d'Orange in città nel 1592

Il 5 luglio la guarnigione spagnola lasciò la città con le proprie armi e le proprie bandiere. Poco dopo le truppe vittoriose inglesi ed olandesi entrarono a Steenwijk. Le forze di Maurizio d'Orange avevano perso 600 uomini e più della metà solo nel terzo assalto alla città, e lo stesso comandante era rimasto ferito lievemente al volto. Le perdite degli spagnoli erano state notevoli ma 800 di loro si erano arresi. Francis Vere assieme a suo fratello Horace Vere, a sir Robert Sidney e ad altri capitani, rimasero feriti nel corso dell'assalto, assieme ad altri 152 fanti.
Conquistando Steenwijk, gli anglo-olandesi scacciarono gli spagnoli dallo Zuiderzee, così che da quella posizione le navi militari della repubblica olandese avrebbero potuto navigare tranquillamente verso il mare aperto. I bastioni e le mura della città vennero ricostruiti in breve tempo.
L'assedio si qualificò come unico nella storia della guerra degli ottant'anni perché anziché affamare la guarnigione locale, Maurizio aveva provato a intimorire il nemico ma, fallendo, era ricorso all'uso dei pionieri e delle mine per far saltare i bastioni degli spagnoli. Questa tecnica cambiò per certi versi il modo di condurre gli assedi sino a quel momento.